# Église Saint-Laurent de Salon-de-Provence
L'église-collégiale Saint-Laurent de Salon-de-Provence est une ancienne collégiale située à Salon-de-Provence, en France.

## Localisation
Elle est située en limite nord du centre-ville, bordée par le boulevard David au nord et le square Jean-XXIII à proximité d'un collège privé au sud.

## Historique
À la fin du XIIIe siècle, l'église était située hors des remparts de la ville. La construction de l'église démarre en 1344, mais elle est vite arrêtée en raison de l'épidémie de peste. Elle ne se termine qu'au début du XVe siècle mais le clocher s'effondre. L'église est reconstruite pour la 3e fois en 1432 et est terminée en 1480. Elle est inscrite dans les remparts au XVIe siècle.
L'édifice est classé au titre des monuments historiques en 1840.
La statue Notre-Dame-de-Bonne-Espérance est érigée en 1867.

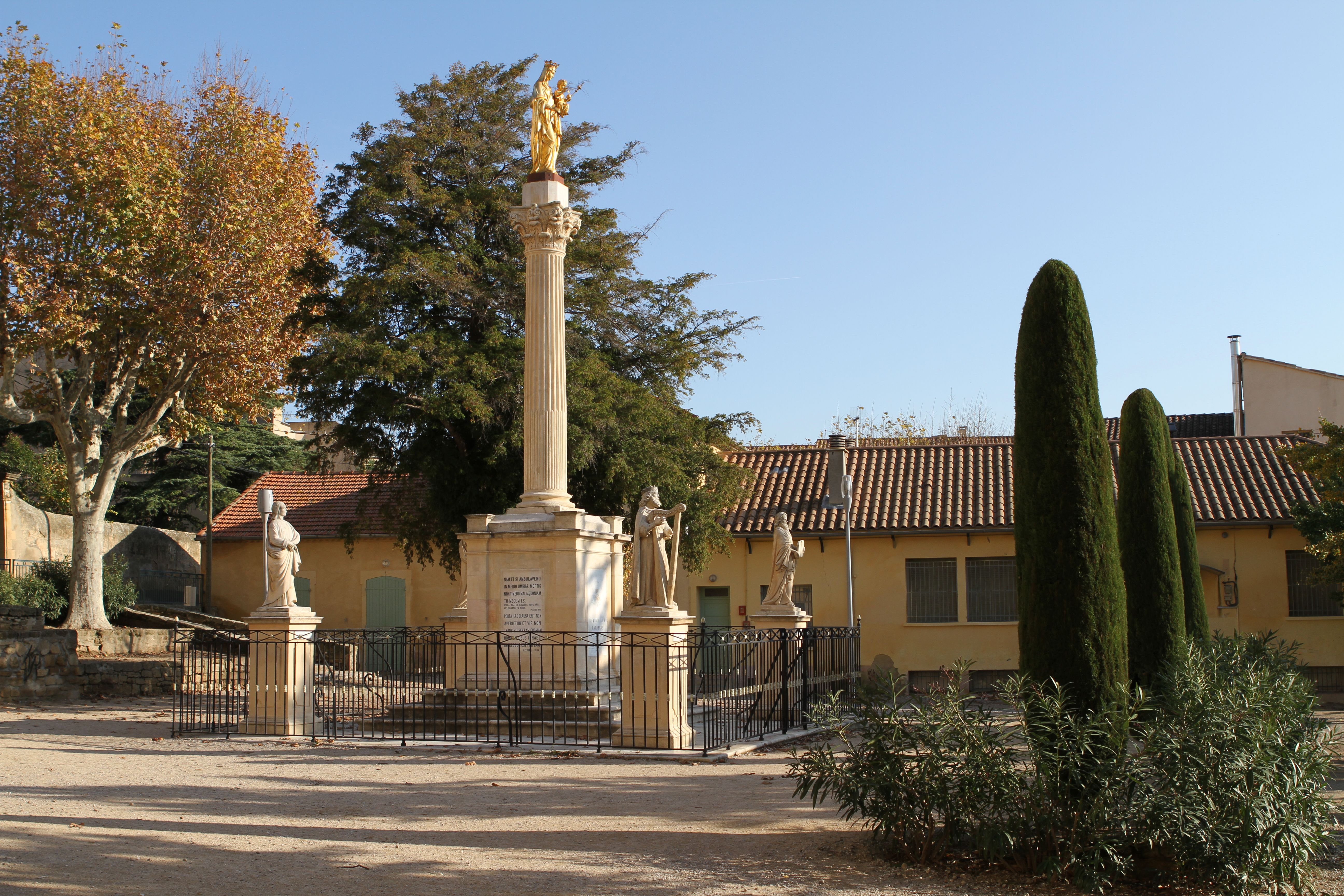
Statue au milieu de la place Jean-XXIII.